# Jawornica (Basse-Silésie)
Pour les articles homonymes, voir Jawornica.
Jawornica est une localité polonaise de la gmina de Lewin Kłodzki, située dans le powiat de Kłodzko en voïvodie de Basse-Silésie.